# 2025年のスペイングランプリ (ロードレース)
2025年のスペイングランプリ(2025 Spanish motorcycle Grand Prix、正式名称: Estrella Galicia Grand Prix of Spain)は、ロードレース世界選手権の2025年シーズン第5戦として、4月27日にスペイン・ヘレス・デ・ラ・フロンテーラのヘレス・サーキットで開催された。